# Veariz

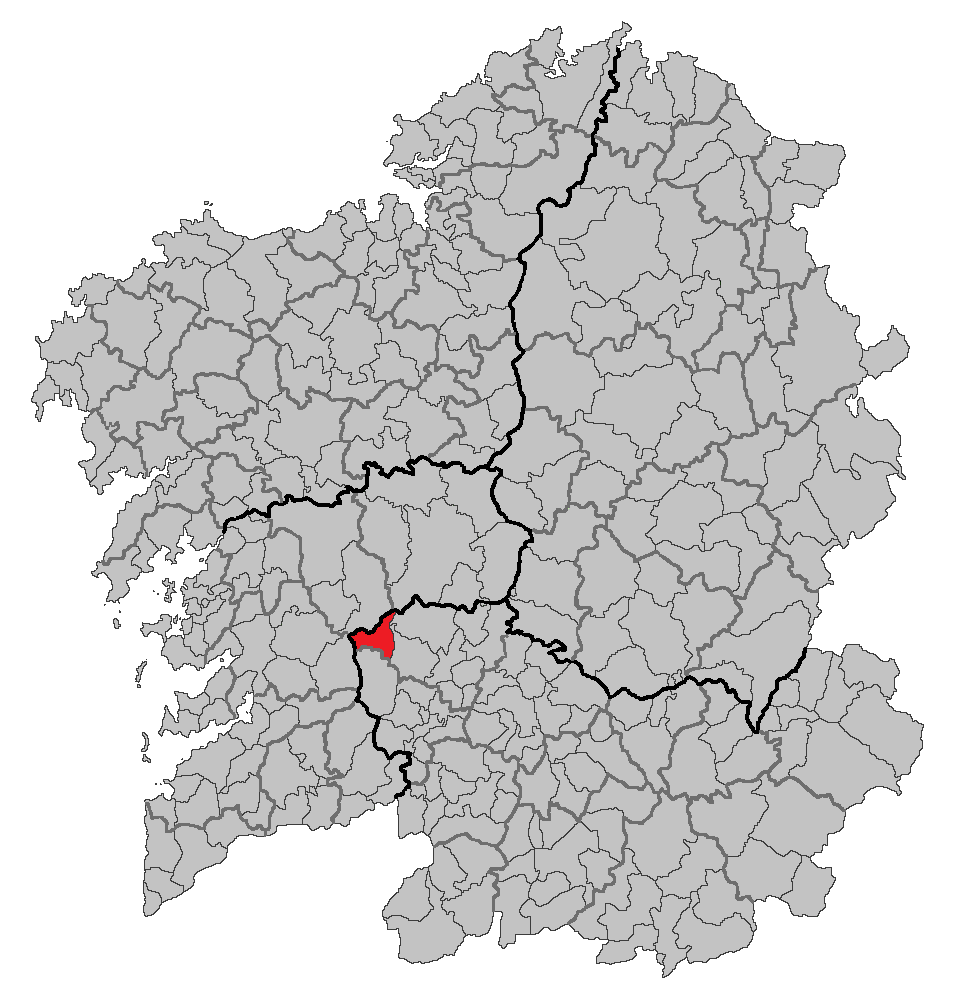
Localização de Veariz

Veariz (Beariz) é um município da Espanha na província 
de Ourense, 
comunidade autónoma da Galiza, de área 56,2 km² com 
população de 1360 habitantes (2007) e densidade populacional de 24,2 hab./km².

## Demografia
| Variação demográfica do município entre 1991 e 2004 | Variação demográfica do município entre 1991 e 2004 | Variação demográfica do município entre 1991 e 2004 | Variação demográfica do município entre 1991 e 2004 |
| --------------------------------------------------- | --------------------------------------------------- | --------------------------------------------------- | --------------------------------------------------- |
| 1991                                                | 1996                                                | 2001                                                | 2004                                                |
| 1883                                                | 1735                                                | 1490                                                | 1404                                                |